# Полочани
Полоча́ни (біл. палачане) — частина східнослов'янської групи кривичів, яка населяла в X столітті території сучасних Вітебської та Мінської областей Білорусі.
Полочани згадуються в Повісті врем'яних літ, яка пояснює їхню назву як «тих, що живуть поряд з річкою Полотою», однією з приток Західної Двіни. Крім того, літопис стверджує, що кривичі були нащадками полочан.[джерело?] Землі полочан простиралися від Свіслочі уздовж Березини до земель дреговичів. Їхні володіння межували з такими племенами:
- на південному сході — смоленські кривичі
- на півночі та сході — ізборські кривичі та ільменські словіни
- на заході — литовські племена
- на півдні — дреговичі

Літописи говорять також про походження полочан, навівні з древлянами, полянами (дніпровськими) та дреговичами, від осілих на території Білорусі племен білих хорватів, сербів та хорутан, що прийшли в VI–VII ст.
Полочани були одним з племен, на території якого пізніше сформувалося Полоцьке князівство, є родоначальниками сучасного білоруського народу.
Найдавніші археологічні пам'ятки — довгі кургани та поселення в Полоцьку, Вітебську, Лукомлі.